# Felicity Field
Felicity Field (* 4. März 1946 in Chichester) ist eine ehemalige britische Skirennläuferin.

## Karriere
Field wurde Mitte der 1960er Jahre britische Meisterin in der Abfahrt. 1966 nahm sie an ihren ersten Weltmeisterschaften teil, wobei sie Platz 24 im Riesenslalom als beste Platzierung erreichte. Zwei Jahre später belegte sie bei den Olympischen Winterspielen in Grenoble überraschend den 6. Platz in der Abfahrt. Da 1968 zum ersten und bis heute einzigen Mal die Wettkämpfe bei den Olympischen Winterspielen auch zum Alpinen Skiweltcup zählten war diese Platzierung gleichbedeutend mit ihren ersten Weltcuppunkten. Zudem erreichte sie in der Alpinen Kombination, welche nur als Weltmeisterschaft gewertet wurde, den 9. Rang.
Field konnte an diesen Erfolg jedoch nie wirklich anknüpfen. So gelang ihr nur eine weitere Platzierung in den Weltcuppunkten. Auch bei Großereignissen konnte sie diese Leistungen nicht wiederholen. So erreichte sie bei den Weltmeisterschaften 1970 in Gröden als bestes Ergebnis nur einen 23. Rang in der Abfahrt.
Nach 1970 ist Field nicht mehr als Rennläuferin in Erscheinung getreten.

## Erfolge

### Olympische Winterspiele
- Grenoble 1968: 6. Abfahrt, 14. Slalom, 24. Riesenslalom

### Weltmeisterschaften
- Portillo 1966: 24. Riesenslalom, DNF Slalom[5], DNS Abfahrt[6]
- Grenoble 1968: 6. Abfahrt, 9. Alpine Kombination, 14. Slalom, 24. Riesenslalom
- Gröden 1970: 23. Abfahrt, 33. Riesenslalom[7], DSQ Slalom[8]

### Weltcup
- 2 Platzierungen unter den besten 10